# 59833 Danimatter
59833 Danimatter este un asteroid din centura principală de asteroizi.

## Descriere
59833 Danimatter este un asteroid din centura principală de asteroizi. A fost descoperit pe 3 septembrie 1999 la Village-Neuf de Christophe Demeautis. Asteroidul prezintă o orbită caracterizată de o semiaxă mare de 3,07 ua, o excentricitate de 0,06 și o înclinație de 9,5° în raport cu ecliptica.